# Chulilla (kommunhuvudort)
Chulilla är en kommunhuvudort i Spanien.   Den ligger i provinsen Província de València och regionen Valencia, i den östra delen av landet, 260 km öster om huvudstaden Madrid. Chulilla ligger 339 meter över havet och antalet invånare är 772.
Terrängen runt Chulilla är huvudsakligen kuperad, men åt nordost är den platt. Runt Chulilla är det glesbefolkat, med 16 invånare per kvadratkilometer. Närmaste större samhälle är Villar del Arzobispo, 10,9 km nordost om Chulilla. 